# Singapur International 2009
Die Singapur International 2009 im Badminton fanden vom 30. September bis zum 3. Oktober in Singapur statt.

## Sieger und Platzierte
| Disziplin    | Gold                       | Silber                                  | Bronze                               |
| ------------ | -------------------------- | --------------------------------------- | ------------------------------------ |
| Herreneinzel | Shon Seung-mo              | Adnan Fauzi                             | Hong Seung-ki                        |
| Herreneinzel | Shon Seung-mo              | Adnan Fauzi                             | Derek Wong Zi Liang                  |
| Dameneinzel  | Bae Yeon-ju                | Bae Seung-hee                           | Kwon Hee-sook                        |
| Dameneinzel  | Bae Yeon-ju                | Bae Seung-hee                           | Zhang Beiwen                         |
| Herrendoppel | Heo Hoon-hoi Lee Jae-jin   | Chayut Triyachart Danny Bawa Chrisnanta | Sandy Wijaya I Komang Ricky Widianto |
| Herrendoppel | Heo Hoon-hoi Lee Jae-jin   | Chayut Triyachart Danny Bawa Chrisnanta | Hong Seung-ki Shon Seung-mo          |
| Damendoppel  | Kim Jin-ock Jung Kyung-eun | Yao Lei Shinta Mulia Sari               | Kang Joo-young Bae Yeon-ju           |
| Damendoppel  | Kim Jin-ock Jung Kyung-eun | Yao Lei Shinta Mulia Sari               | Devi Tika Permatasari Nadya Melati   |
| Mixed        | Lee Jae-jin Kim Jin-ock    | Heo Hoon-hoi Jung Kyung-eun             | Ben Walklate Kate Wilson-Smith       |
| Mixed        | Lee Jae-jin Kim Jin-ock    | Heo Hoon-hoi Jung Kyung-eun             | Chayut Triyachart Yao Lei            |